# Bredbyn
Bredbyn ist ein Tätort (Ortschaft) in Ångermanland. Der Ort liegt am Westufer des Anundsjösjön, zirka 40 km nordwestlich von Örnsköldsvik. Durch ihn verläuft der Sagenweg.
Am nördlichen Ende des Ortes fließen der Norra Anundsjöån und der Södra Anundsjöån zusammen und bilden den Moälven. Neben Sandstränden am Anundsjösjön gibt es im Ort einen kleinen Badeplatz.

## Bevölkerungsentwicklung

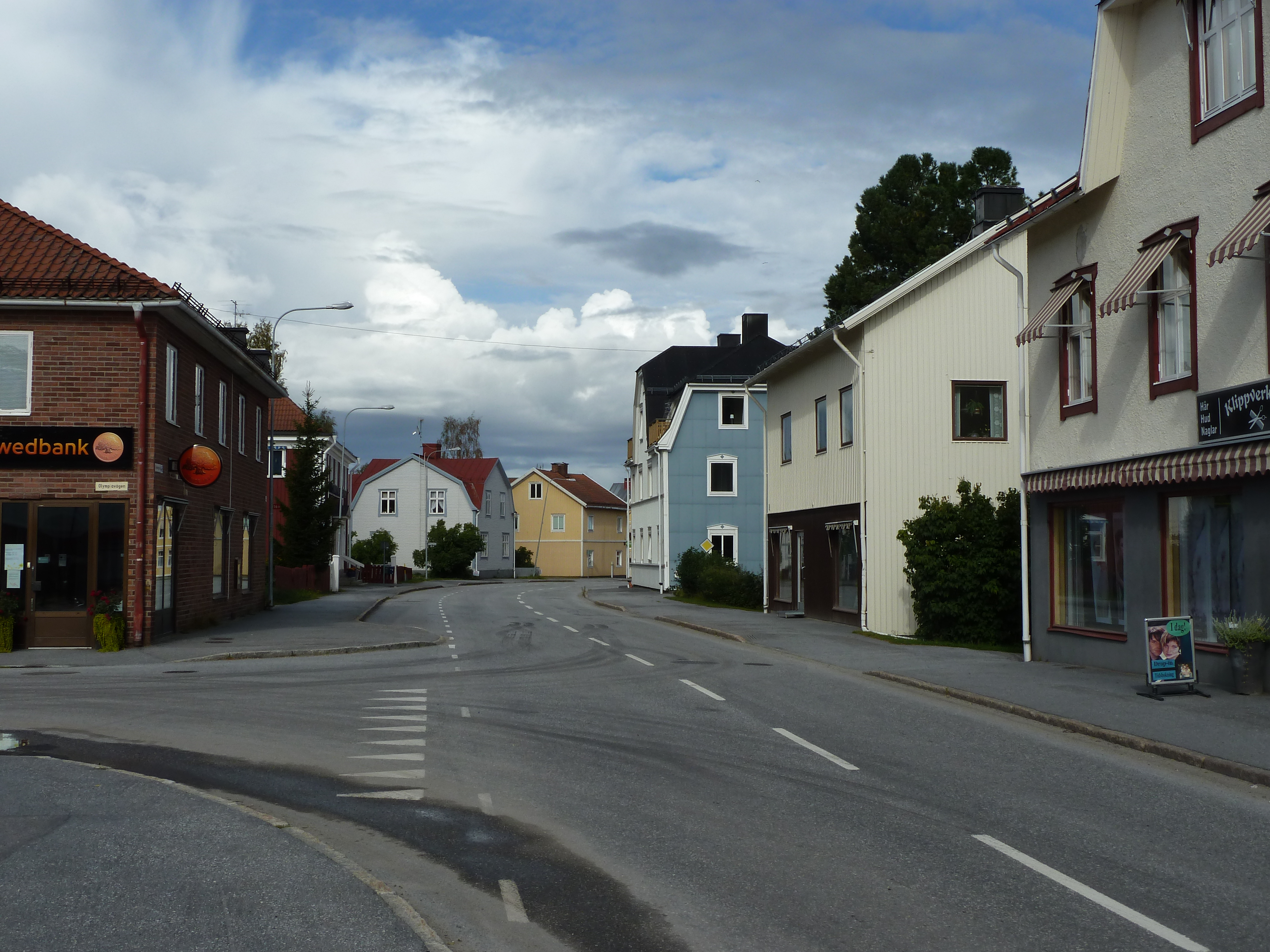
Hauptstraße in Bredbyn

| Jahr | Einwohner |
| ---- | --------- |
| 1960 | 998       |
| 1965 | 972       |
| 1970 | 1199      |
| 1975 | 1246      |
| 1980 | 1412      |
| 1990 | 1336      |
| 1995 | 1318      |
| 2000 | 1280      |
| 2005 | 1227      |
| 2010 | 1186      |
| 2015 | 1200      |

Quelle: Statistiska centralbyrån